# Chloroclysta alpinata
Chloroclysta alpinata là một loài bướm đêm trong họ Geometridae.